# ساديا
ساديــا س.أ اسم أكبر مجزر دجاج في البرازيل نشأ في 1944
بدأ مجزر الدجاج ساديا في جنوب البرازيل في ولاية سانتا كاتارينا بالعمل نتيجة عن سوء التصدير إلى البرازيل خلال الحرب العالمية الثانية.
أسست الشركة على يدي أتيليو فونتانا في 7 يوليو 1944.
السوق الخارجي، في 1993 وبالمشاركة مع معمل أخر بدأت ساديا بالتصدير إلى الأرجنتين وإلى 40 دولة أخرى اعتمادا إلى إحصائيات ساديا أكبر سوق مستهللك للشركة هو سوق الشرق الأوسط.
اليوم تتكون ساديا من 19 شركة وتعمل في مجال اللحوم الخام والمعاد تصنيعها للسوق البرازيلي وفي مجال الصويا.

## وصلات خارجية
صفحة الشركة الرئيسة 